# Northlane
Northlane ist eine 2009 gegründete Hardcore-Punk-/Metalcore-Band aus Sydney.

## Geschichte
Die Gruppe veröffentlichte im Jahr 2010 die EP Hollow Existence als ihren ersten Tonträger. Ein Jahr später folgte das Debütalbum Discoveries. Das zweite Album Singularity (2013) stieg auf Platz 3 der australischen Charts ein und hielt sich dort zwei Wochen auf.
Die Gruppe tourte mit Structures und Texas in July durch Kanada. Zudem war sie Vorgruppe für While She Sleeps und House vs Hurricane auf deren Australien-Tour. 2013 spielte sie auf dem Soundwave Festival.
Im Oktober 2013 tourte die Gruppe erstmals im Rahmen der Never Say Die! Tour durch Europa, zu der Emmure als Headliner sowie u. a. Carnifex und I Killed the Prom Queen gehörten.
Bei den ARIA Music Awards wurde Northlane in der Kategorie Bestes Hard Rock/Metalalbum für Singularity nominiert. Außerdem nominiert wurde das Album in der Kategorie Album des Jahres bei den J Awards. Der Radiosender Triple J wählte Singularity zum Album des Jahres. Bei den Blunt Magazine Awards gewann Northlane einen Preis als Künstler des Jahres.
Anfang 2014 tourte die Gruppe im Rahmen des Big Day Out durch Australien, Mitte Februar folgte die erste Headliner-Tournee durch die USA, ehe Gruppe Ende Februar als Vorband für Bring Me the Horizon und Of Mice & Men ebenfalls durch die USA tourte. Mitte März bis Anfang April reiste sie gemeinsam mit Architects durch Europa. Im April 2014 spielte Northlane auf dem Impericon Festival in Leipzig.
Im September 2014 gab das australische Label UNFD eine Partnerschaft mit Rise Records bekannt, wodurch die Alben Discoveries und Singularity exklusiv für Nordamerika neu aufgelegt werden. Wenige Tage später, am 13. September 2014, gab Sänger Adrian Fitipaldes aufgrund persönlicher und gesundheitlicher Probleme den Ausstieg aus der Band bekannt. Die zugesagte Europatournee mit Heaven Shall Burn, Parkway Drive und Carnifex im Dezember 2014 stand dabei nicht zur Disposition. Am 21. November 2014 veröffentlichten Northlane ihre neue Single Rot und ihren neuen Frontmann Marcus Bridge. Die Gruppe nahm im März 2015 mit Produzent Will Putney das dritte Album Node auf. Es wurde Ende Juli veröffentlicht und stieg auf Platz 1 in Australien, sowie in den britischen und US-amerikanischen Albumcharts ein, wodurch die Gruppe erstmals außerhalb Australiens Charteinstiege verbuchen konnte.
Am 20. März 2021 gab der damalige Bassist Brendon Padjasek seinen Austritt aus der Band bekannt.

Northlane, Live @ Impericon, München 2016
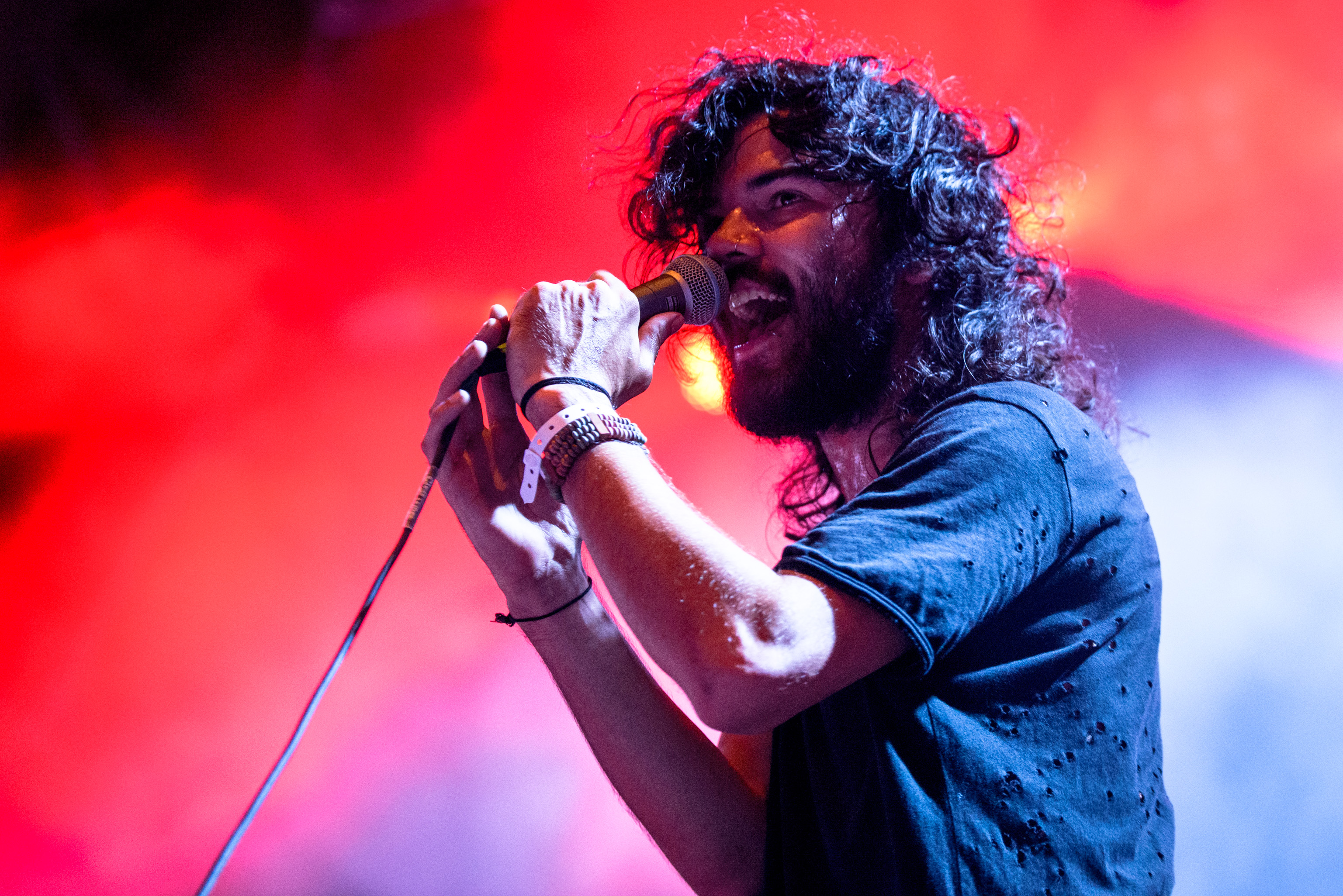
Marcus Bridge
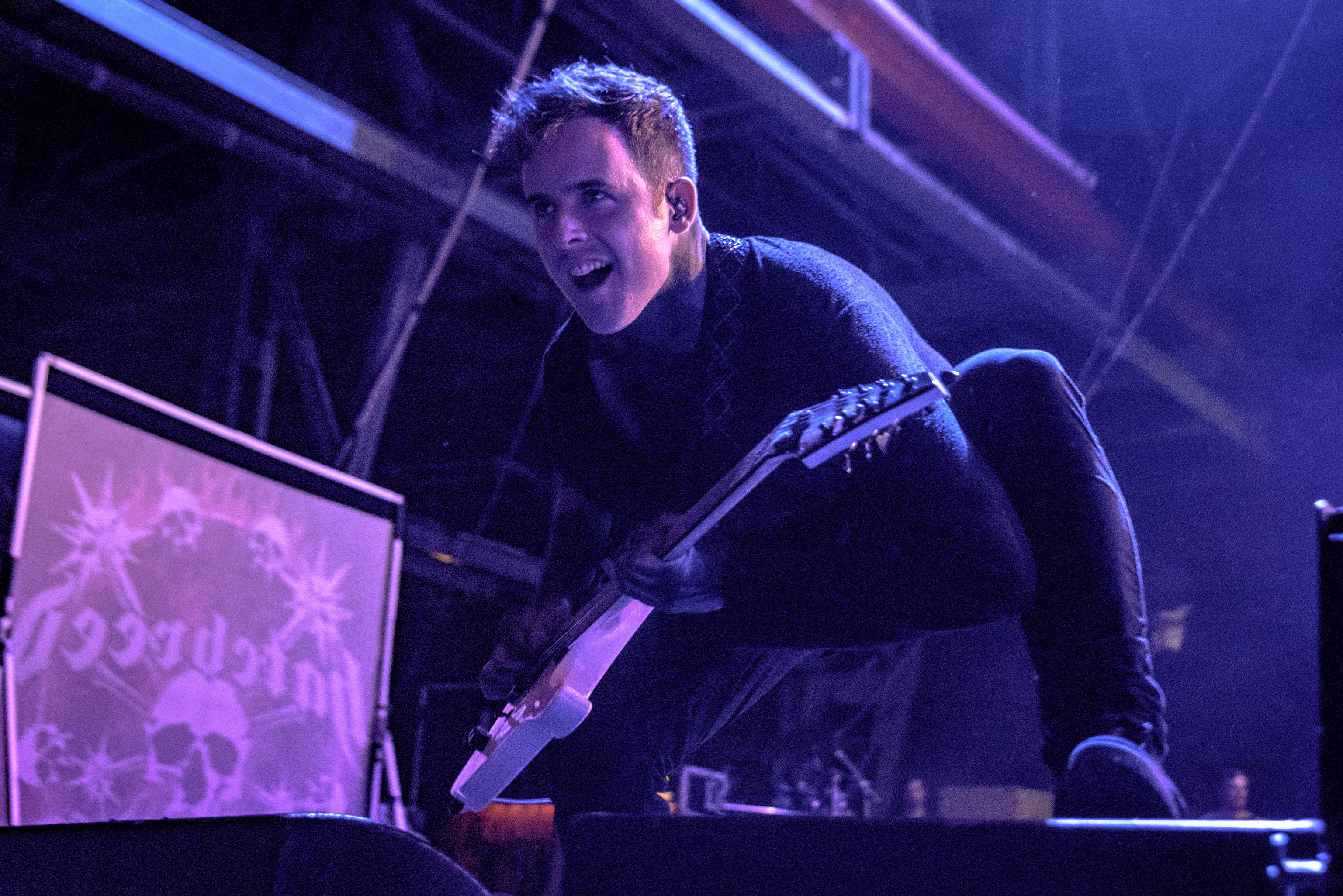
Josh Smith
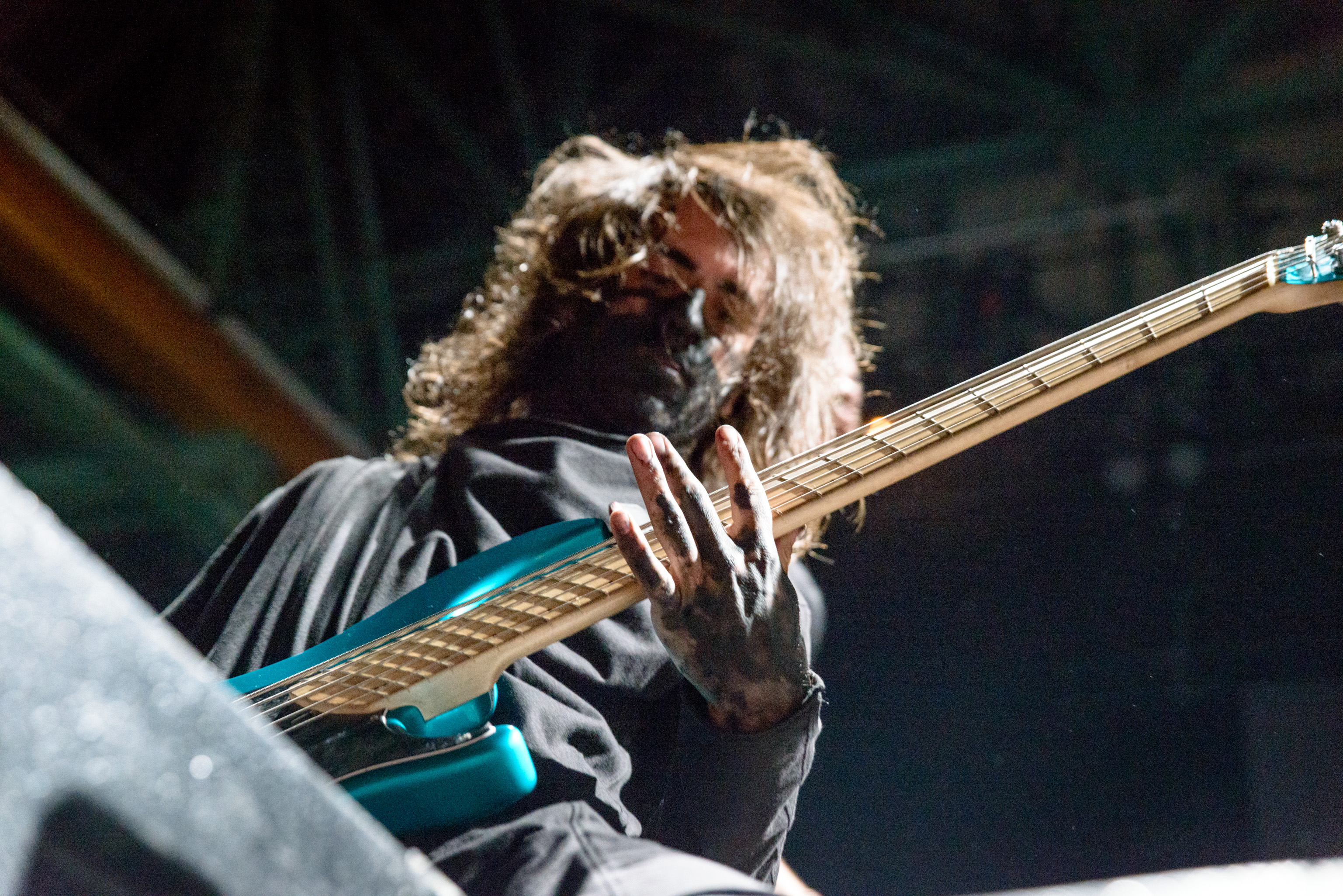
Alex Milovic
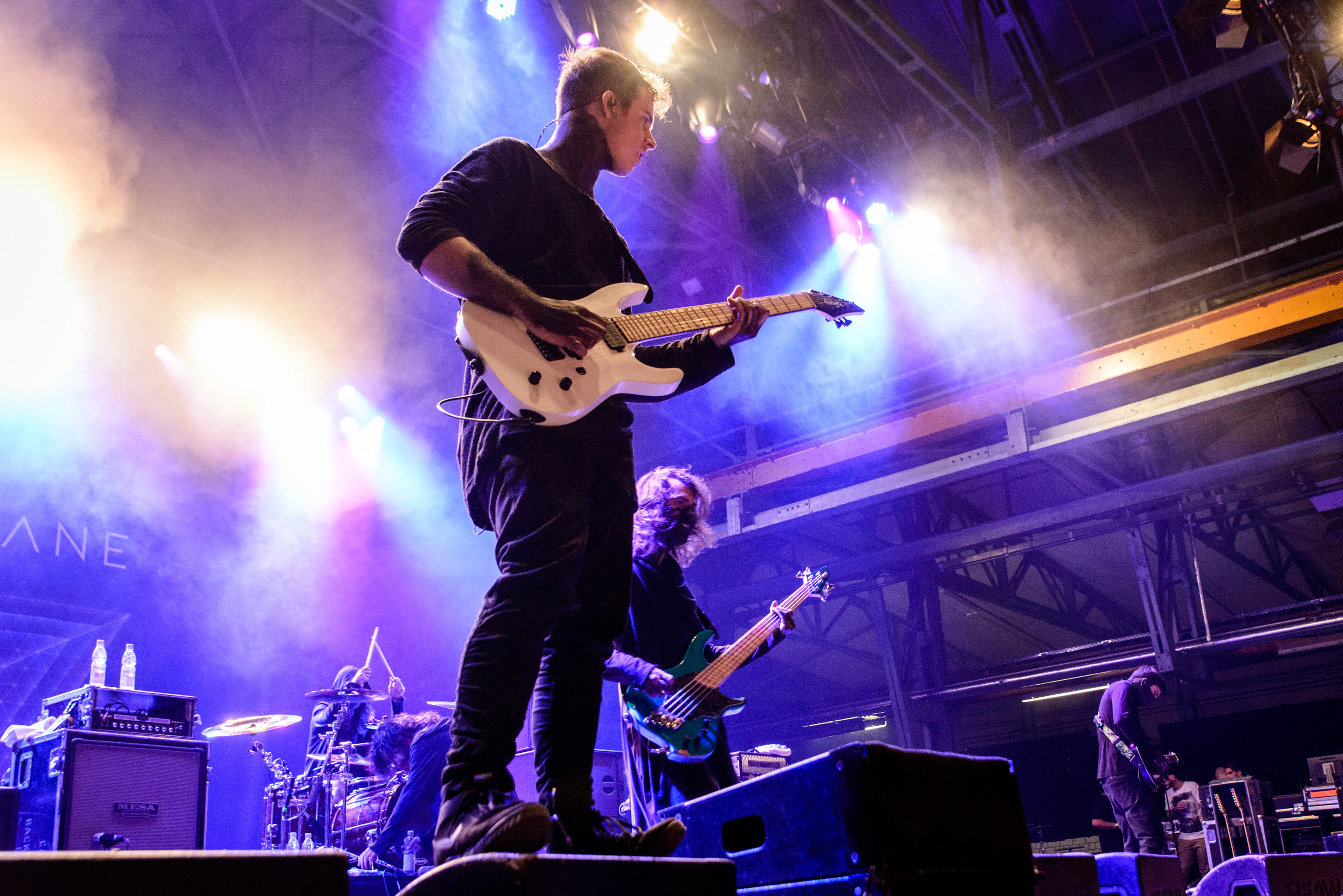
All

## Musik
Die Musik der Gruppe wurde in der Vergangenheit als eine Mischung aus Metalcore, Progressive Metal, Djent und Alternative Metal beschrieben. Die ersten beiden Werke der Band wurden noch als klassische Metalcore-Alben bezeichnet und mit Werken von Gruppen wie After the Burial und Born of Osiris verglichen.
Mit dem Sängerwechsel auf dem dritten Album Node kamen weitere experimentelle, musikalische Merkmale hinzu. So wurde die Musik in der Rezension auf Wall of Sound als eine Mischung aus Progressive- und Alternative Metal bewertet. Dieser Sound wurde mit dem musikalischen Nachfolger Mesmer aus dem Jahr 2017 weitergeführt, ehe mit der Herausgabe des fünften Albums Alien Einflüsse aus dem Nu- und Industrial Metal sowie EDM in die Musik der Gruppe integriert wurden ohne dabei ihren bisherigen Klang zu vernachlässigen.
In seiner Plattenkritik zum 2022 veröffentlichten Album Obsidian schreibt Jan Hassenpflug bei Laut.de, dass diese musikalische Mischung, die 2017 begann für eine gewisse Unberechenbarkeit sorgen können, da alle musikalischen Elemente, die die Musiker in ihrem Sound verarbeiten in einem einzigen Stück zum Einsatz kommen können.

## Diskografie

### Alben
| Jahr | Titel Musiklabel | Höchstplatzierung, Gesamtwochen, AuszeichnungChartplatzierungen (Jahr, Titel, Musiklabel, Platzierungen, Wochen, Auszeichnungen, Anmerkungen) | Höchstplatzierung, Gesamtwochen, AuszeichnungChartplatzierungen (Jahr, Titel, Musiklabel, Platzierungen, Wochen, Auszeichnungen, Anmerkungen) | Höchstplatzierung, Gesamtwochen, AuszeichnungChartplatzierungen (Jahr, Titel, Musiklabel, Platzierungen, Wochen, Auszeichnungen, Anmerkungen) | Höchstplatzierung, Gesamtwochen, AuszeichnungChartplatzierungen (Jahr, Titel, Musiklabel, Platzierungen, Wochen, Auszeichnungen, Anmerkungen) | Anmerkungen                             |
| Jahr | Titel Musiklabel | CH | UK | US | AU | Anmerkungen                             |
| ---- | ---------------- | --- | --- | --- | --- | --------------------------------------- |
| 2011 | Discoveries UNFD | — | — | — | — | Erstveröffentlichung: 11. November 2011 |
| 2013 | Singularity UNFD | — | — | — | AU3 (2 Wo.)AU | Erstveröffentlichung: 22. März 2013     |
| 2015 | Node UNFD        | — | UK92 (1 Wo.)UK | US195 (1 Wo.)US | AU1 (4 Wo.)AU | Erstveröffentlichung: 24. Juli 2015     |
| 2017 | Mesmer UNFD      | — | — | — | AU3 (2 Wo.)AU | Erstveröffentlichung: 24. März 2017     |
| 2019 | Alien UNFD       | CH72 (1 Wo.)CH | — | — | AU3 (2 Wo.)AU | Erstveröffentlichung: 2. August 2019    |
| 2022 | Obsidian UNFD    | — | — | — | AU1 (2 Wo.)AU | Erstveröffentlichung: 22. April 2022    |

### EPs
- 2010: Hollow Existence
- 2016: Equinox (Split-EP mit In Hearts Wake, UNFD)
- 2021: 5G
- 2024: Mirror’s Edge

## Auszeichnungen und Nominierungen
- ARIA Music Awards
  - 2013: Bestes Hard Rock/Metal-Album für Singularity (nominiert)
  - 2015": Bestes Hard Rock/Metal-Album" für Node (gewonnen)
- J Awards
  - 2013: Album des Jahres für Singularity (nominiert)
- Triple J Album des Jahres
  - 2013: für Singularity (gewonnen)
- Blunt Magazine Awards
  - 2013: Künstler/Band des Jahres (gewonnen)